# Campionato mondiale maschile under 21 di pallavolo 2015
Il campionato mondiale juniores di pallavolo maschile 2015 si è svolto dall'11 al 20 settembre 2015 a Tijuana e Mexicali, in Messico: al torneo hanno partecipato sedici squadre nazionali juniores e la vittoria finale è andata per la sesta volta alla Russia.

## Qualificazioni
Al torneo hanno partecipato: la nazionale del paese organizzatore, una nazionale africana, qualificata tramite il campionato africano juniores 2015, due nazionali asiatiche, tutte qualificate tramite il campionato asiatico ed oceaniano juniores 2014, due nazionali europee, tutte qualificate tramite i gironi di qualificazione, due nazionali nordamericane, tutte qualificate tramite il campionato nordamericano under 21 2014, due nazionali sudamericane, tutte qualificate tramite il campionato sudamericano juniores 2014. I restanti sei posti sono stati assegnati in base al Ranking FIVB al 1º gennaio 2015, senza tener conto delle federazioni di appartenenza.

## Impianti
|                                                                                  |                                                                         |  |
|                                                                                  |                                                                         |  |
| High Performance Sports Center Città: Tijuana Capienza: 4 000 Anno d'apertura: ? | Auditorio del Estado Città: Mexicali Capienza: 5 000 Anno d'apertura: ? |  |

## Regolamento
Le squadre hanno disputato una prima fase a gironi, con formula del girone all'italiana; al termine della prima fase le prime due classificate di ogni girone hanno acceduto alla seconda fase a gironi, con la formula del girone all'italiana. Le prime due classificate di ogni girone hanno acceduto alla fase finale strutturata in semifinali, finale per il terzo posto e finale.
Le terze e le quarte classificate della seconda fase a gironi hanno acceduto alla fase finale strutturata in semifinali, finale per il settimo posto e finale per il quinto posto.
Le terze e le quarte classificate della prima fase a gironi hanno acceduto a una seconda fase a gironi, con la formula del girone all'italiana; le prime due classificate hanno acceduto alla fase finale strutturata in semifinali, finale per l'undicesimo posto e finale per il nono posto, mentre le terze e le quarte classificate hanno acceduto alla fase finale strutturata in semifinali, finale per il quindicesimo posto e finale per il tredicesimo posto.

## Squadre partecipanti
| Squadra     | Qualificazione                                       | Ultima partecipazione |
| ----------- | ---------------------------------------------------- | --------------------- |
| Argentina   | 2ª al campionato sudamericano juniores 2014          | Turchia 2013          |
| Brasile     | 1ª al campionato sudamericano juniores 2014          | Turchia 2013          |
| Canada      | 2ª al campionato nordamericano under 21 2014         | Turchia 2013          |
| Cina        | 2ª al campionato asiatico ed oceaniano juniores 2014 | Turchia 2013          |
| Cuba        | 1ª al campionato nordamericano under 21 2014         | India 2009            |
| Egitto      | 1ª al campionato africano juniores 2015              | Turchia 2013          |
| Francia     | 4ª nel FIVB Juniores World Ranking                   | Turchia 2013          |
| Giappone    | 11ª nel FIVB Juniores World Ranking                  | Turchia 2013          |
| Iran        | 1ª al campionato asiatico ed oceaniano juniores 2014 | Turchia 2013          |
| Italia      | 3ª nel FIVB Juniores World Ranking                   | Turchia 2013          |
| Messico     | Paese organizzatore                                  | Turchia 2013          |
| Polonia     | 1ª al torneo di qualificazione europeo (girone H)    | India 2009            |
| Russia      | 1ª nel FIVB Juniores World Ranking                   | Turchia 2013          |
| Slovenia    | 1ª al torneo di qualificazione europeo (girone G)    | Marocco 2007          |
| Stati Uniti | 9ª nel FIVB Juniores World Ranking                   | Turchia 2013          |
| Turchia     | 7ª nel FIVB Juniores World Ranking                   | Turchia 2013          |

## Torneo

### Prima fase
I gironi sono stati sorteggiati il 26 giugno 2014 a Tijuana.
| Girone A | Girone B    | Girone C | Girone D |
| -------- | ----------- | -------- | -------- |
| Canada   | Argentina   | Brasile  | Francia  |
| Egitto   | Polonia     | Cina     | Giappone |
| Messico  | Russia      | Cuba     | Italia   |
| Turchia  | Stati Uniti | Iran     | Slovenia |

#### Girone A

##### Risultati
| 11 settembre 2015 High Performance SC, Tijuana Durata: 1h:49 - Spettatori: 300   | Turchia | 3 - 1 | Canada  | 17-25, 25-22, 25-22, 25-19       |
| 11 settembre 2015 High Performance SC, Tijuana Durata: 1h:15 - Spettatori: 1 950 | Messico | 3 - 0 | Egitto  | 25-17, 25-23, 25-20              |
| 12 settembre 2015 High Performance SC, Tijuana Durata: 2h:27 - Spettatori: 200   | Egitto  | 2 - 3 | Canada  | 32-30, 26-24, 19-25, 19-25, 9-15 |
| 12 settembre 2015 High Performance SC, Tijuana Durata: 1h:09 - Spettatori: 1 520 | Messico | 0 - 3 | Turchia | 16-25, 19-25, 14-25              |
| 13 settembre 2015 High Performance SC, Tijuana Durata: 1h:17 - Spettatori: 150   | Turchia | 3 - 0 | Egitto  | 30-28, 25-15, 25-18              |
| 13 settembre 2015 High Performance SC, Tijuana Durata: 1h:09 - Spettatori: 1 750 | Canada  | 3 - 0 | Messico | 25-17, 25-20, 25-20              |

##### Classifica
| Pos | Squadra | Pt | G | V | P | SV | SP | Ratio | PF  | PS  | Ratio |
| --- | ------- | -- | - | - | - | -- | -- | ----- | --- | --- | ----- |
| 1   | Turchia | 9  | 3 | 3 | 0 | 9  | 1  | 9.000 | 247 | 198 | 1.247 |
| 2   | Canada  | 5  | 3 | 2 | 1 | 7  | 5  | 1.400 | 282 | 254 | 1.110 |
| 3   | Messico | 3  | 3 | 1 | 2 | 3  | 6  | 0.500 | 181 | 210 | 0.861 |
| 4   | Egitto  | 1  | 3 | 0 | 3 | 2  | 9  | 0.222 | 226 | 274 | 0.824 |

#### Girone B

##### Risultati
| 11 settembre 2015 High Performance SC, Tijuana Durata: 1h:30 - Spettatori: 300 | Russia      | 3 - 0 | Polonia     | 25-20, 25-23, 26-24               |
| 11 settembre 2015 High Performance SC, Tijuana Durata: 2h:02 - Spettatori: 500 | Argentina   | 3 - 2 | Stati Uniti | 25-21, 25-23, 21-25, 22-25, 15-10 |
| 12 settembre 2015 High Performance SC, Tijuana Durata: 1h:17 - Spettatori: 300 | Polonia     | 3 - 0 | Stati Uniti | 25-22, 25-19, 25-14               |
| 12 settembre 2015 High Performance SC, Tijuana Durata: 1h:11 - Spettatori: 300 | Russia      | 3 - 0 | Argentina   | 25-18, 25-23, 25-20               |
| 13 settembre 2015 High Performance SC, Tijuana Durata: 1h:55 - Spettatori: 200 | Argentina   | 3 - 1 | Polonia     | 32-30, 16-25, 26-24, 25-20        |
| 13 settembre 2015 High Performance SC, Tijuana Durata: 1h:06 - Spettatori: 500 | Stati Uniti | 0 - 3 | Russia      | 17-25, 17-25, 15-25               |

##### Classifica
| Pos | Squadra     | Pt | G | V | P | SV | SP | Ratio | PF  | PS  | Ratio |
| --- | ----------- | -- | - | - | - | -- | -- | ----- | --- | --- | ----- |
| 1   | Russia      | 9  | 3 | 3 | 0 | 9  | 0  | MAX   | 226 | 177 | 1.276 |
| 2   | Argentina   | 5  | 3 | 2 | 1 | 6  | 6  | 1.000 | 268 | 278 | 0.964 |
| 3   | Polonia     | 3  | 3 | 1 | 2 | 4  | 6  | 0.666 | 241 | 230 | 1.047 |
| 4   | Stati Uniti | 1  | 3 | 0 | 3 | 2  | 9  | 0.222 | 208 | 258 | 0.806 |

#### Girone C

##### Risultati
| 11 settembre 2015 Auditorio del Estado, Mexicali Durata: 1h:11 - Spettatori: 200   | Brasile | 3 - 0 | Cuba    | 25-21, 25-18, 25-15        |
| 11 settembre 2015 Auditorio del Estado, Mexicali Durata: 1h:52 - Spettatori: 650   | Iran    | 1 - 3 | Cina    | 21-25, 14-25, 25-19, 21-25 |
| 12 settembre 2015 Auditorio del Estado, Mexicali Durata: 1h:14 - Spettatori: 525   | Cuba    | 0 - 3 | Cina    | 20-25, 16-25, 18-25        |
| 12 settembre 2015 Auditorio del Estado, Mexicali Durata: 1h:14 - Spettatori: 1 000 | Brasile | 3 - 0 | Iran    | 25-11, 25-18, 25-21        |
| 13 settembre 2015 Auditorio del Estado, Mexicali Durata: 1h:41 - Spettatori: 300   | Iran    | 3 - 1 | Cuba    | 18-25, 25-17, 25-18, 25-18 |
| 13 settembre 2015 Auditorio del Estado, Mexicali Durata: 2h:04 - Spettatori: 2 500 | Cina    | 1 - 3 | Brasile | 24-26, 22-25, 25-23, 22-25 |

##### Classifica
| Pos | Squadra | Pt | G | V | P | SV | SP | Ratio | PF  | PS  | Ratio |
| --- | ------- | -- | - | - | - | -- | -- | ----- | --- | --- | ----- |
| 1   | Brasile | 9  | 3 | 3 | 0 | 9  | 1  | 9.000 | 249 | 197 | 1.263 |
| 2   | Cina    | 6  | 3 | 2 | 1 | 7  | 4  | 1.750 | 262 | 234 | 1.119 |
| 3   | Iran    | 3  | 3 | 1 | 2 | 4  | 7  | 0.571 | 224 | 247 | 0.906 |
| 4   | Cuba    | 0  | 3 | 0 | 3 | 1  | 9  | 0.111 | 186 | 243 | 0.765 |

#### Girone D

##### Risultati
| 11 settembre 2015 Auditorio del Estado, Mexicali Durata: 1h:44 - Spettatori: 400   | Italia   | 3 - 1 | Slovenia | 22-25, 25-21, 25-20, 25-20        |
| 11 settembre 2015 Auditorio del Estado, Mexicali Durata: 1h:51 - Spettatori: 500   | Francia  | 3 - 1 | Giappone | 25-23, 26-24, 22-25, 25-21        |
| 12 settembre 2015 Auditorio del Estado, Mexicali Durata: 1h:52 - Spettatori: 450   | Slovenia | 3 - 1 | Giappone | 17-25, 25-23, 25-21, 25-22        |
| 12 settembre 2015 Auditorio del Estado, Mexicali Durata: 1h:13 - Spettatori: 650   | Italia   | 3 - 0 | Francia  | 25-13, 25-23, 25-19               |
| 13 settembre 2015 Auditorio del Estado, Mexicali Durata: 2h:10 - Spettatori: 450   | Francia  | 2 - 3 | Slovenia | 22-25, 22-25, 25-21, 25-23, 18-20 |
| 13 settembre 2015 Auditorio del Estado, Mexicali Durata: 1h:52 - Spettatori: 1 500 | Giappone | 1 - 3 | Italia   | 20-25, 25-23, 28-30, 12-25        |

##### Classifica
| Pos | Squadra  | Pt | G | V | P | SV | SP | Ratio | PF  | PS  | Ratio |
| --- | -------- | -- | - | - | - | -- | -- | ----- | --- | --- | ----- |
| 1   | Italia   | 9  | 3 | 3 | 0 | 9  | 2  | 4.500 | 275 | 226 | 1.216 |
| 2   | Slovenia | 5  | 3 | 2 | 1 | 7  | 6  | 1.166 | 292 | 300 | 0.973 |
| 3   | Francia  | 4  | 3 | 1 | 2 | 5  | 7  | 0.714 | 265 | 282 | 0.939 |
| 4   | Giappone | 0  | 3 | 0 | 3 | 3  | 9  | 0.333 | 269 | 293 | 0.918 |

### Seconda fase
I gironi E ed F danno accesso alla fase finale per determinare le posizioni dalla prima all'ottava, mentre i gironi G e H danno accesso alla fase finale per determinare le posizioni dalla nona alla sedicesima.
| Girone E  | Girone F | Girone G    | Girone H |
| --------- | -------- | ----------- | -------- |
| Argentina | Canada   | Iran        | Cuba     |
| Brasile   | Cina     | Giappone    | Egitto   |
| Slovenia  | Italia   | Messico     | Francia  |
| Turchia   | Russia   | Stati Uniti | Polonia  |

#### Girone E

##### Risultati
| 15 settembre 2015 High Performance SC, Tijuana Durata: 2h:11 - Spettatori: 200 | Turchia   | 3 - 2 | Slovenia  | 20-25, 20-25, 26-24, 26-24, 16-14 |
| 15 settembre 2015 High Performance SC, Tijuana Durata: 1h:24 - Spettatori: 185 | Argentina | 3 - 0 | Brasile   | 29-27, 25-18, 25-19               |
| 16 settembre 2015 High Performance SC, Tijuana Durata: 1h:36 - Spettatori: 500 | Slovenia  | 1 - 3 | Brasile   | 20-25, 25-21, 21-25, 9-25         |
| 16 settembre 2015 High Performance SC, Tijuana Durata: 1h:18 - Spettatori: 400 | Turchia   | 0 - 3 | Argentina | 21-25, 22-25, 23-25               |
| 17 settembre 2015 High Performance SC, Tijuana Durata: 1h:12 - Spettatori: 200 | Argentina | 3 - 0 | Slovenia  | 25-18, 25-16, 29-27               |
| 17 settembre 2015 High Performance SC, Tijuana Durata: 1h:58 - Spettatori: 400 | Brasile   | 3 - 2 | Turchia   | 25-22, 25-20, 18-25, 20-25, 15-9  |

##### Classifica
| Pos | Squadra   | Pt | G | V | P | SV | SP | Ratio | PF  | PS  | Ratio |
| --- | --------- | -- | - | - | - | -- | -- | ----- | --- | --- | ----- |
| 1   | Argentina | 9  | 3 | 3 | 0 | 9  | 0  | MAX   | 233 | 191 | 1.219 |
| 2   | Brasile   | 5  | 3 | 2 | 1 | 6  | 6  | 1.000 | 263 | 255 | 1.031 |
| 3   | Turchia   | 3  | 3 | 1 | 2 | 5  | 8  | 0.625 | 275 | 290 | 0.948 |
| 4   | Slovenia  | 1  | 3 | 0 | 3 | 3  | 9  | 0.333 | 248 | 283 | 0.876 |

#### Girone F

##### Risultati
| 15 settembre 2015 High Performance SC, Tijuana Durata: 2h:05 - Spettatori: 400 | Canada | 1 - 3 | Italia | 39-37, 19-25, 19-25, 19-25 |
| 15 settembre 2015 High Performance SC, Tijuana Durata: 1h:11 - Spettatori: 950 | Russia | 3 - 0 | Cina   | 25-12, 25-19, 25-22        |
| 16 settembre 2015 High Performance SC, Tijuana Durata: 1h:16 - Spettatori: 220 | Italia | 0 - 3 | Cina   | 20-25, 17-25, 22-25        |
| 16 settembre 2015 High Performance SC, Tijuana Durata: 1h:40 - Spettatori: 220 | Canada | 1 - 3 | Russia | 21-25, 20-25, 25-23, 11-25 |
| 17 settembre 2015 High Performance SC, Tijuana Durata: 1h:06 - Spettatori: 200 | Cina   | 3 - 0 | Canada | 25-16, 25-16, 25-21        |
| 17 settembre 2015 High Performance SC, Tijuana Durata: 1h:19 - Spettatori: 260 | Russia | 3 - 0 | Italia | 25-20, 28-26, 25-16        |

##### Classifica
| Pos | Squadra | Pt | G | V | P | SV | SP | Ratio | PF  | PS  | Ratio |
| --- | ------- | -- | - | - | - | -- | -- | ----- | --- | --- | ----- |
| 1   | Russia  | 9  | 3 | 3 | 0 | 9  | 1  | 9.000 | 251 | 192 | 1.307 |
| 2   | Cina    | 6  | 3 | 2 | 1 | 6  | 3  | 2.000 | 203 | 187 | 1.085 |
| 3   | Italia  | 3  | 3 | 1 | 2 | 3  | 7  | 0.428 | 233 | 249 | 0.935 |
| 4   | Canada  | 0  | 3 | 0 | 3 | 2  | 9  | 0.222 | 226 | 285 | 0.792 |

#### Girone G

##### Risultati
| 15 settembre 2015 Auditorio del Estado, Mexicali, Tijuana Durata: 2h:13 - Spettatori: 250 | Stati Uniti | 3 - 2 | Iran        | 25-19, 21-25, 25-22, 24-26, 16-14 |
| 15 settembre 2015 Auditorio del Estado, Mexicali Durata: 1h:18 - Spettatori: 1 250        | Messico     | 0 - 3 | Giappone    | 20-25, 16-25, 15-25               |
| 16 settembre 2015 Auditorio del Estado, Mexicali Durata: 1h:57 - Spettatori: 800          | Giappone    | 1 - 3 | Iran        | 25-27, 25-18, 19-25, 21-25        |
| 16 settembre 2015 Auditorio del Estado, Mexicali Durata: 1h:18 - Spettatori: 2 500        | Messico     | 0 - 3 | Stati Uniti | 23-25, 17-25, 17-25               |
| 17 settembre 2015 Auditorio del Estado, Mexicali Durata: 1h:46 - Spettatori: 250          | Stati Uniti | 3 - 1 | Giappone    | 25-23, 17-25, 25-20, 25-23        |
| 17 settembre 2015 Auditorio del Estado, Mexicali Durata: 1h:08 - Spettatori: 350          | Iran        | 3 - 0 | Messico     | 25-19, 25-14, 25-16               |

##### Classifica
| Pos | Squadra     | Pt | G | V | P | SV | SP | Ratio | PF  | PS  | Ratio |
| --- | ----------- | -- | - | - | - | -- | -- | ----- | --- | --- | ----- |
| 1   | Stati Uniti | 8  | 3 | 3 | 0 | 9  | 3  | 3.000 | 278 | 254 | 1.094 |
| 2   | Iran        | 7  | 3 | 2 | 1 | 8  | 4  | 2.000 | 276 | 250 | 1.104 |
| 3   | Giappone    | 3  | 3 | 1 | 2 | 5  | 6  | 0.833 | 256 | 238 | 1.075 |
| 4   | Messico     | 0  | 3 | 0 | 3 | 0  | 9  | 0.000 | 157 | 225 | 0.697 |

#### Girone H

##### Risultati
| 15 settembre 2015 Auditorio del Estado, Mexicali Durata: 2h:03 - Spettatori: 200 | Polonia | 3 - 2 | Cuba    | 25-20, 30-32, 16-25, 25-20, 15-12 |
| 15 settembre 2015 Auditorio del Estado, Mexicali Durata: 1h:09 - Spettatori: 325 | Egitto  | 0 - 3 | Francia | 15-25, 19-25, 22-25               |
| 16 settembre 2015 Auditorio del Estado, Mexicali Durata: 1h:33 - Spettatori: 225 | Francia | 3 - 1 | Cuba    | 25-23, 25-22, 19-25, 25-16        |
| 16 settembre 2015 Auditorio del Estado, Mexicali Durata: 1h:46 - Spettatori: 325 | Egitto  | 1 - 3 | Polonia | 25-23, 21-25, 21-25, 17-25        |
| 17 settembre 2015 Auditorio del Estado, Mexicali Durata: 1h:40 - Spettatori: 175 | Cuba    | 3 - 1 | Egitto  | 25-18, 25-21, 22-25, 25-21        |
| 17 settembre 2015 Auditorio del Estado, Mexicali Durata: 1h:43 - Spettatori: 250 | Polonia | 3 - 1 | Francia | 25-16, 25-17, 28-30, 25-19        |

##### Classifica
| Pos | Squadra | Pt | G | V | P | SV | SP | Ratio | PF  | PS  | Ratio |
| --- | ------- | -- | - | - | - | -- | -- | ----- | --- | --- | ----- |
| 1   | Polonia | 8  | 3 | 3 | 0 | 9  | 4  | 2.250 | 312 | 275 | 1.134 |
| 2   | Francia | 6  | 3 | 2 | 1 | 7  | 4  | 1.750 | 251 | 245 | 1.024 |
| 3   | Cuba    | 4  | 3 | 1 | 2 | 6  | 7  | 0.857 | 292 | 290 | 1.006 |
| 4   | Egitto  | 0  | 3 | 0 | 3 | 2  | 9  | 0.222 | 225 | 270 | 0.833 |

### Fase finale

#### Finali 1º e 3º posto
|  | Semifinali | Semifinali | Semifinali |        |           | 1º/2º posto | 1º/2º posto | 1º/2º posto |  |
|  |            |            |            |        |           |             |             |             |  |
|  | Argentina  | Argentina  | 3          |        |           |             |             |             |  |
|  | Argentina  | Argentina  | 3          |        |           |             |             |             |  |
|  | Cina       | Cina       | 0          |        |           |             |             |             |  |
|  | Cina       | Cina       | 0          |        | Argentina | Argentina   | 2           |             |  |
|  |            |            |            |        | Argentina | Argentina   | 2           |             |  |
|  |            |            | Russia     | Russia | 3         |             |             |             |  |
|  | Russia     | Russia     | Russia     | Russia | 3         | 3           |             |             |  |
|  | Russia     | Russia     |            |        |           | 3           |             |             |  |
|  | Brasile    | Brasile    | 1          |        |           | 3º/4º posto | 3º/4º posto | 3º/4º posto |  |
|  | Brasile    | Brasile    | 1          |        |           |             |             |             |  |
|  |            |            |            |        |           |             |             |             |  |
|  |            |            |            |        |           | Cina        | Cina        | 3           |  |
|  |            |            |            |        |           | Cina        | Cina        | 3           |  |
|  |            |            |            |        |           | Brasile     | Brasile     | 1           |  |

##### Semifinali
| 19 settembre 2015 High Performance SC, Tijuana Durata: 1h:23 - Spettatori: 1 500 | Argentina | 3 - 0 | Cina    | 25-22, 26-24, 25-14        |
| 19 settembre 2015 High Performance SC, Tijuana Durata: 1h:59 - Spettatori: 1 500 | Russia    | 3 - 1 | Brasile | 25-23, 25-21, 18-25, 25-21 |

##### Finale 3º posto
| 20 settembre 2015 High Performance SC, Tijuana Durata: 1h:56 - Spettatori: 2 000 | Cina | 3 - 1 | Brasile | 25-19, 25-21, 27-29, 25-21 |

##### Finale
| 20 settembre 2015 High Performance SC, Tijuana Durata: 1h:58 - Spettatori: 3 000 | Argentina | 2 - 3 | Russia | 25-20, 25-18, 16-25, 21-25, 11-25 |

#### Finali 5º e 7º posto
|  | Semifinali | Semifinali | Semifinali |        |         | 5º/6º posto | 5º/6º posto | 5º/6º posto |  |
|  |            |            |            |        |         |             |             |             |  |
|  | Turchia    | Turchia    | 3          |        |         |             |             |             |  |
|  | Turchia    | Turchia    | 3          |        |         |             |             |             |  |
|  | Canada     | Canada     | 0          |        |         |             |             |             |  |
|  | Canada     | Canada     | 0          |        | Turchia | Turchia     | 0           |             |  |
|  |            |            |            |        | Turchia | Turchia     | 0           |             |  |
|  |            |            | Italia     | Italia | 3       |             |             |             |  |
|  | Italia     | Italia     | Italia     | Italia | 3       | 3           |             |             |  |
|  | Italia     | Italia     |            |        |         | 3           |             |             |  |
|  | Slovenia   | Slovenia   | 1          |        |         | 7º/8º posto | 7º/8º posto | 7º/8º posto |  |
|  | Slovenia   | Slovenia   | 1          |        |         |             |             |             |  |
|  |            |            |            |        |         |             |             |             |  |
|  |            |            |            |        |         | Canada      | Canada      | 1           |  |
|  |            |            |            |        |         | Canada      | Canada      | 1           |  |
|  |            |            |            |        |         | Slovenia    | Slovenia    | 3           |  |

##### Semifinali
| 19 settembre 2015 High Performance SC, Tijuana Durata: 1h:12 - Spettatori: 300 | Turchia | 3 - 0 | Canada   | 25-23, 25-14, 25-16        |
| 19 settembre 2015 High Performance SC, Tijuana Durata: 1h:34 - Spettatori: 300 | Italia  | 3 - 1 | Slovenia | 25-20, 25-16, 19-25, 25-20 |

##### Finale 7º posto
| 20 settembre 2015 High Performance SC, Tijuana Durata: 1h:42 - Spettatori: 125 | Canada | 1 - 3 | Slovenia | 25-23, 18-25, 18-25, 11-25 |

##### Finale 5º posto
| 20 settembre 2015 High Performance SC, Tijuana Durata: 1h:15 - Spettatori: 250 | Turchia | 0 - 3 | Italia | 22-25, 17-25, 16-25 |

#### Finali 9º e 11º posto
|  | Semifinali  | Semifinali  | Semifinali |         |         | 1º/2º posto | 1º/2º posto | 1º/2º posto |  |
|  |             |             |            |         |         |             |             |             |  |
|  | Stati Uniti | Stati Uniti | 1          |         |         |             |             |             |  |
|  | Stati Uniti | Stati Uniti | 1          |         |         |             |             |             |  |
|  | Francia     | Francia     | 3          |         |         |             |             |             |  |
|  | Francia     | Francia     | 3          |         | Francia | Francia     | 0           |             |  |
|  |             |             |            |         | Francia | Francia     | 0           |             |  |
|  |             |             | Polonia    | Polonia | 3       |             |             |             |  |
|  | Polonia     | Polonia     | Polonia    | Polonia | 3       | 3           |             |             |  |
|  | Polonia     | Polonia     |            |         |         | 3           |             |             |  |
|  | Iran        | Iran        | 1          |         |         | 3º/4º posto | 3º/4º posto | 3º/4º posto |  |
|  | Iran        | Iran        | 1          |         |         |             |             |             |  |
|  |             |             |            |         |         |             |             |             |  |
|  |             |             |            |         |         | Stati Uniti | Stati Uniti | 3           |  |
|  |             |             |            |         |         | Stati Uniti | Stati Uniti | 3           |  |
|  |             |             |            |         |         | Iran        | Iran        | 2           |  |

##### Semifinali
| 19 settembre 2015 Auditorio del Estado, Mexicali Durata: 1h:51 - Spettatori: 375 | Stati Uniti | 1 - 3 | Francia | 22-25, 20-25, 25-16, 21-25 |
| 19 settembre 2015 Auditorio del Estado, Mexicali Durata: 1h:59 - Spettatori: 350 | Polonia     | 3 - 1 | Iran    | 21-25, 25-21, 25-22, 25-19 |

##### Finale 11º posto
| 20 settembre 2015 Auditorio del Estado, Mexicali Durata: 2h:02 - Spettatori: 300 | Stati Uniti | 3 - 2 | Iran | 25-18, 25-18, 21-25, 12-25, 15-10 |

##### Finale 9º posto
| 20 settembre 2015 Auditorio del Estado, Mexicali Durata: 1h:31 - Spettatori: 375 | Francia | 0 - 3 | Polonia | 20-25, 28-30, 19-25 |

#### Finali 13º e 15º posto
|  | Semifinali | Semifinali | Semifinali |      |          | 1º/2º posto | 1º/2º posto | 1º/2º posto |  |
|  |            |            |            |      |          |             |             |             |  |
|  | Giappone   | Giappone   | 3          |      |          |             |             |             |  |
|  | Giappone   | Giappone   | 3          |      |          |             |             |             |  |
|  | Egitto     | Egitto     | 1          |      |          |             |             |             |  |
|  | Egitto     | Egitto     | 1          |      | Giappone | Giappone    | 0           |             |  |
|  |            |            |            |      | Giappone | Giappone    | 0           |             |  |
|  |            |            | Cuba       | Cuba | 3        |             |             |             |  |
|  | Cuba       | Cuba       | Cuba       | Cuba | 3        | 3           |             |             |  |
|  | Cuba       | Cuba       |            |      |          | 3           |             |             |  |
|  | Messico    | Messico    | 0          |      |          | 3º/4º posto | 3º/4º posto | 3º/4º posto |  |
|  | Messico    | Messico    | 0          |      |          |             |             |             |  |
|  |            |            |            |      |          |             |             |             |  |
|  |            |            |            |      |          | Egitto      | Egitto      | 3           |  |
|  |            |            |            |      |          | Egitto      | Egitto      | 3           |  |
|  |            |            |            |      |          | Messico     | Messico     | 0           |  |

##### Semifinali
| 19 settembre 2015 Auditorio del Estado, Mexicali Durata: 2h:00 - Spettatori: 225 | Giappone | 3 - 1 | Egitto  | 25-18, 27-29, 25-21, 25-20 |
| 19 settembre 2015 Auditorio del Estado, Mexicali Durata: 1h:23 - Spettatori: 300 | Cuba     | 3 - 0 | Messico | 25-19, 25-23, 25-22        |

##### Finale 15º posto
| 20 settembre 2015 Auditorio del Estado, Mexicali Durata: 1h:24 - Spettatori: 200 | Egitto | 3 - 0 | Messico | 27-25, 25-19, 25-21 |

##### Finale 13º posto
| 20 settembre 2015 Auditorio del Estado, Mexicali Durata: 1h:16 - Spettatori: 275 | Giappone | 0 - 3 | Cuba | 21-25, 19-25, 16-25 |

## Classifica finale
| Pos | Squadra     | Rosa |
| --- | ----------- | --- |
|     | Russia      | Formazione: 1 Pankov, 4 Ursov, 5 Pirajnen, 6 Andreev, 8 Mel'nikov, 10 Belogorcev, 11 Gončarov, 13 Žos', 14 Kimerov, 15 Volkov, 17 Morov, 18 Bogdan, CT: Nikolaev |
|     | Argentina   | Formazione: 1 Sánchez, 2 Melgarejo, 3 Nielson, 4 Gallego, 6 Vieira, 7 Luengas, 8 Bitar, 9 Danani, 10 Lazo, 11 Fernández, 12 Lima, 16 Johansen, CT: Grossi        |
|     | Cina        | Formazione: 1 Liu, 2 Xu, 3 Xia, 4 Zhi, 7 Du, 9 Lin, 11 Yu G.h., 12 Fu, 15 Rao, 16 Li, 17 Yu Y.c., 18 Zhang, CT: Ju                                               |
| 4   | Brasile     | |
| 5   | Italia      | |
| 6   | Turchia     | |
| 7   | Slovenia    | |
| 8   | Canada      | |
| 9   | Polonia     | |
| 10  | Francia     | |
| 11  | Stati Uniti | |
| 12  | Iran        | |
| 13  | Cuba        | |
| 14  | Giappone    | |
| 15  | Egitto      | |
| 16  | Messico     | |

## Premi individuali
| Premio                | Nome            | Squadra   |
| --------------------- | --------------- | --------- |
| MVP                   | Pavel Pankov    | Russia    |
| Miglior palleggiatore | Matías Sánchez  | Argentina |
| Miglior opposto       | Caio Oliveira   | Brasile   |
| Miglior schiacciatore | Dmitrij Volkov  | Russia    |
| Miglior schiacciatore | Denis Bogdan    | Russia    |
| Miglior centrale      | Zhang Zhejia    | Cina      |
| Miglior centrale      | Osman Durmaz    | Turchia   |
| Miglior libero        | Santiago Danani | Argentina |